# Omi (Nagano)
Pour les articles homonymes, voir Omi.
Omi (麻績村, Omi-mura) est un village du district de Higashichikuma, dans la préfecture de Nagano au Japon.

## Géographie

### Démographie
Au 1er juin 2016, la population s'élevait à 2 736 habitants répartis sur une superficie de 34,38 km2.

## Transport
Omi est desservi par la ligne Shinonoi de la JR East.